# Ахемен (сатрап)
Ахемен (др.-перс. Haxāmaniš; убит в 459 году до н. э.) — сатрап Египта в 484—459 годах до н. э. из династии Ахеменидов, сын персидского царя Дария I.

## Биография
По свидетельству Геродота и Диодора, Ахемен был одним из сыновей персидского царя Дария I. Но по сведениям Ктесия, считающимися ошибочными, отцом Ахемена был Ксеркс I.
После подчинения Ксерксом Египта в 484 году до н. э. Ахемен был назначен его сатрапом. Ахемену было поручено управлять этой богатой, но склонной к мятежам страной, со всей строгостью, чтобы не допустить нового восстания против власти персов.
Ахемен принимал активное участие в греко-персидских войнах, возглавляя египетский флот. После битвы при Фермопилах бывший спартанский царь Демарат посоветовал Ксерксу направить к берегам Лаконии часть кораблей для того, чтобы вынудить спартанцев отказаться от поддержки афинян. Однако Ахемен, не доверяя Демарату, высказался против такого предложения. Ахемен убеждал своего царственного брата не разъединять сухопутные и морские силы персов, чтобы они, действуя совместно, могли при необходимости помогать друг другу. Ксеркс прислушался к Ахемену.
В 460-х годах, уже во времена правления Артаксеркса I, несмотря на все усилия Ахемена по поддержанию порядка, в Египте вспыхнуло новое восстание, на этот раз возглавляемое ливийским князем Инаром и Амиртеем из Саиса. Египтян поддерживали афиняне. Восставшим удалось подчинить Дельту, но персы продолжали удерживать Верхний Египет и столицу страны Мемфис. Ахемен, собрав значительные воинские силы, выступил против мятежников. В битве при Папремисе, произошедшей в 459 году до н. э., персы после первоначального успеха потерпели сокрушительное поражение, а сам Ахемен пал в бою. Его тело было отправлено Артаксерксу.